# أوتو ماير (قانوني)
أوتو ماير (بالألمانية: Otto Mayer)‏ (و. 1846 – 1924 م) هو قانوني، وأستاذ جامعي، وشاعر قانوني ‏، ومحامي من ألمانيا، ومملكة بافاريا، ولد في فورت، توفي عن عمر يناهز 78 عاماً.

## التعليم
تعلم في جامعة إرلنغن نورنبيرغ
.